# Valdemar Møller
Valdemar Hans Møller (* 19. Januar 1885 in Kopenhagen; † 16. Februar 1947 ebenda) war ein dänischer Schauspieler.

## Leben
Valdemar Møller wuchs als Sohn von Hans Karsten Møller (1831–1891) und Julie Amalie Bondesen (1843–1907) in Kopenhagen auf. Seine Schwester war die Schauspielerin Petrine Sonne.
Er absolvierte seine Schauspielausbildung von 1903 bis 1905 an der Eleveskole des Königlichen Theaters Kopenhagen, wo er im September 1905 auch sein Bühnendebüt als Darsteller hatte. Er stand an verschiedenen Theatern in zahlreichen Theaterstücken, Operetten, Kabarett-Programmen und Musicals auf der Bühne. Møller stand von 1909 bis 1944 in insgesamt 70 Film- und Fernsehproduktionen als Schauspieler vor der Kamera. Er wirkte dabei in 52 Stummfilmen und in 18 Tonfilmen mit. Im Jahr 1944 zog er sich aus gesundheitlichen Gründen aus dem Rampenlicht zurück.
Møller war zweimal verheiratet und kinderlos. In erster Ehe war er vom 9. November 1907 bis zu ihrem Tod mit der Schauspielerin Hildur Møller, geborene Sørensen (1885–1936) verheiratet. In zweiter Ehe war er ab dem 17. Juni 1941 bis zu seinem Tod mit Mary Alice Juul (1917–2000) verheiratet. Valdemar Møller starb am 16. Februar 1947 im Alter von 62 Jahren. Seine Grabstätte befindet sich auf dem Assistenzfriedhof in Kopenhagen.

## Filmografie (Auswahl)
- 1911: Ballettänzerin
- 1918: Du skal ære
- 1933: Tango
- 1938: Champagnegaloppen
- 1938: Kongen bød
- 1939: Cirkus
- 1940: Sørensen og Rasmussen
- 1941: Rund um die Liebe (Alle går rundt og forelsker sig)
- 1941: En søndag på Amager
- 1941: Thummelumsen
- 1944: Spurve under taget
- 1944: To som elsker hinanden